# Echt iepenmos
Echt iepenmos (Zygodon viridissimus) is een soort uit het geslacht iepenmos (Zygodon).

## Kenmerken

### Uiterlijke kenmerken
De grasmat is dicht en laag. De jonge graszoden zijn groen, de oudere geelgroen. Stengels zijn 1 tot 2 cm hoog. De lancetvormige, aan de bovenkant gekielde, korte puntige en tot twee millimeter lange bladeren staan rechtop om zich te verspreiden als ze nat zijn, en als ze droog zijn losjes in een spiraal gedraaid. De bladnerf eindigt vlak voor de bladpunt. Seta geelachtig ca. 0,5 cm. Er is geen peristoom aanwezig. De geslachtsverdeling is tweehuizig. Sporogonen zijn zeldzaam. Indien aanwezig zijn ze langwerpig ovaal, met 8 groeven, zonder peristoom.

### Microscopische kenmerken
De broedlichamen zijn overvloedig aanwezig en ellipsvormig tot spoelvormig, 25 tot 35 micrometer breed en 60 tot 100 micrometer lang. De cellen van de broedlichamen zijn verdeeld met dwars- en lengtewanden. De bladcellen zijn waterkleurig en kort rechthoekig van onderen, onregelmatig afgerond van boven, dikwandig, sterk papillair en 7 tot 10 micrometer groot.

## Ecologie
Echt iepenmos leeft vrijwel altijd epifytisch op de bast van loofbomen (eik, beuk, berk, iep, zwarte populier). Zeer incidenteel is de soort ook epilitisch aangetroffen.

## Verspreiding
Echt iepenmos kent een kosmopolitische verspreiding. In Nederland komt het vrij algemeen voor.

## Taxonomie
Van echt iepenmos worden twee variëteiten onderscheiden (peildatum januari 2024):
- Zygodon viridissimus var. viridissimus
- Zygodon viridissimus var. stirtonii

## Fotogalerij

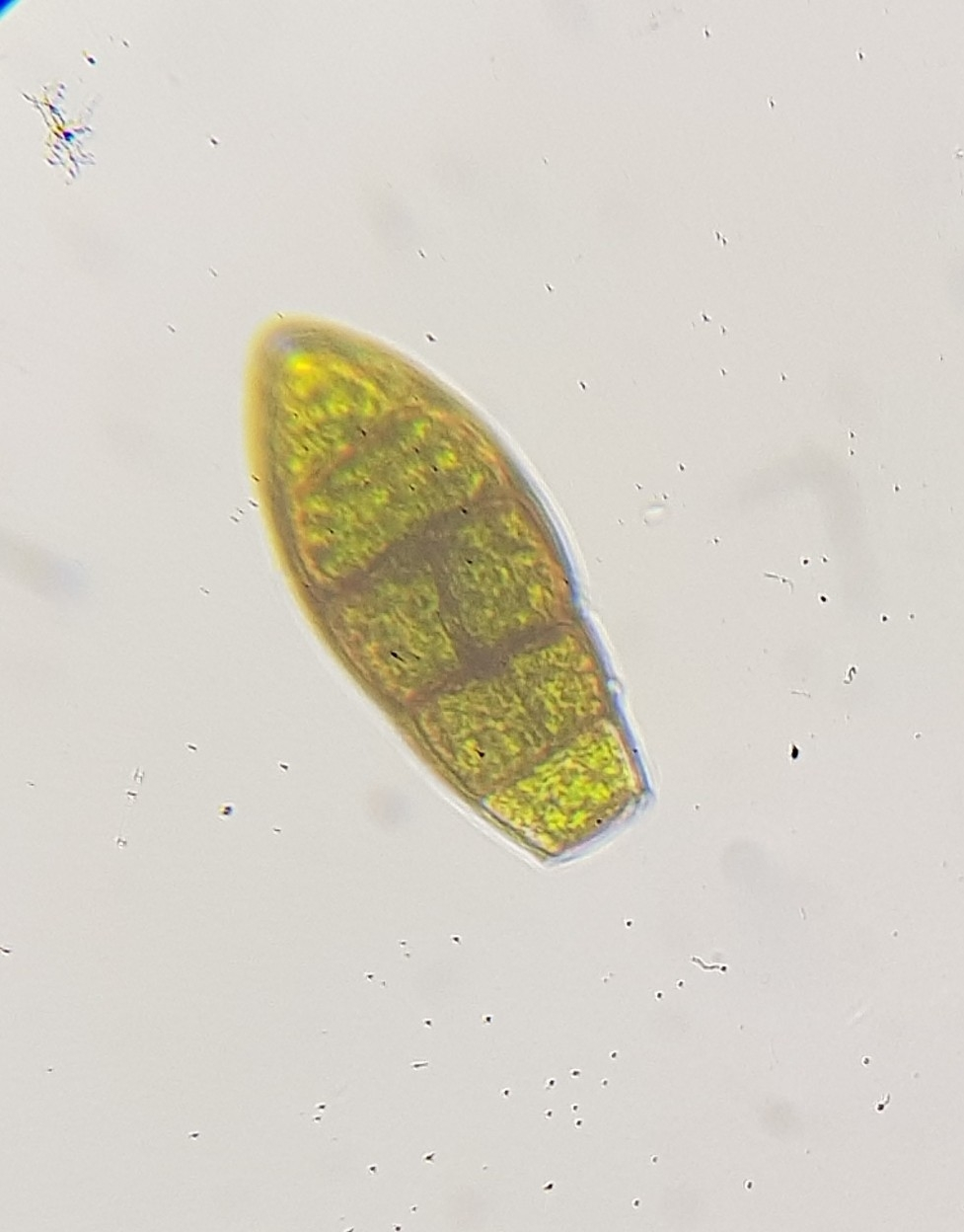
Kort, dik broedlichaam, plaatselijk twee cellen breed
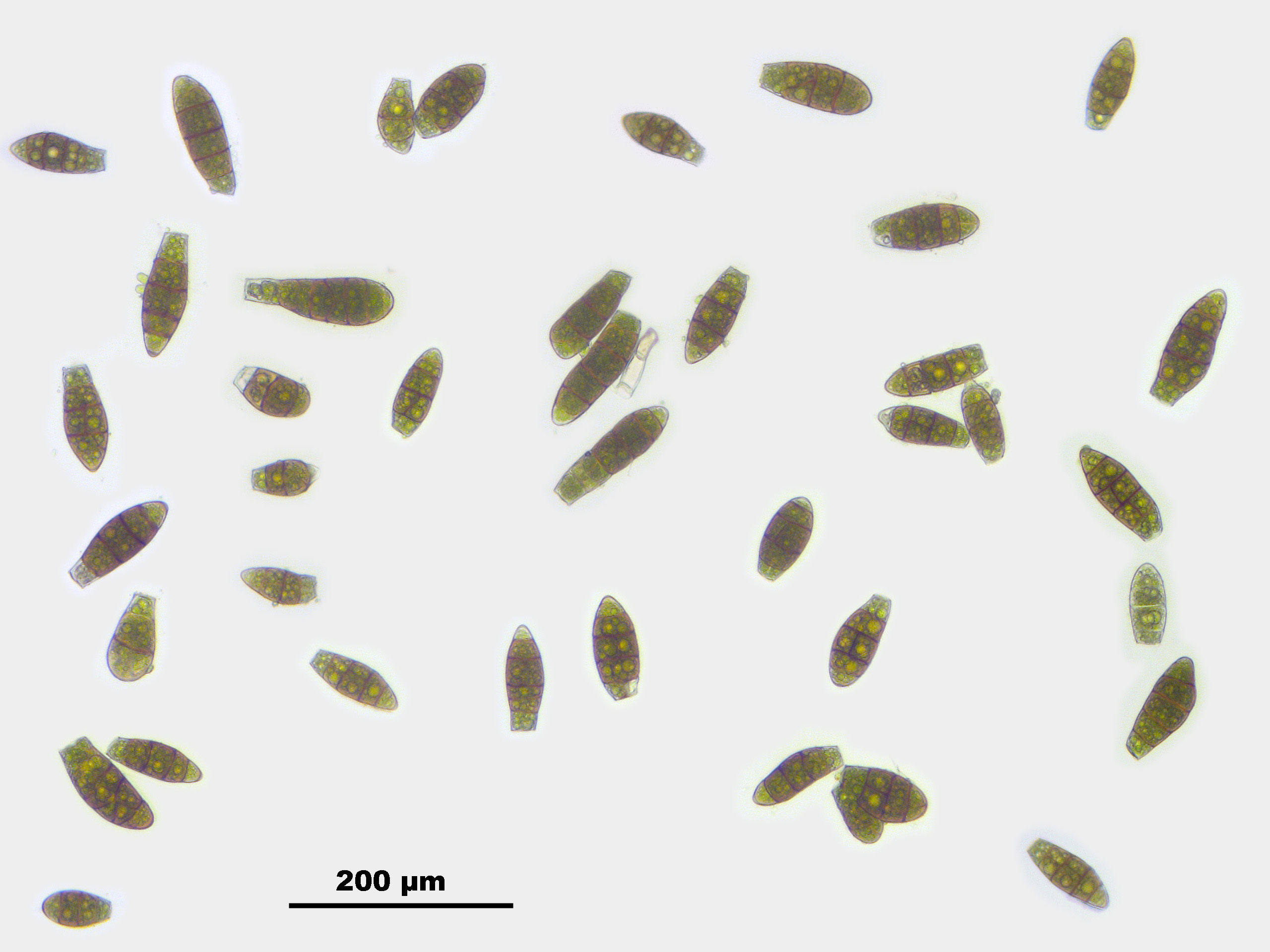
Broedlichamen